# Вильяльпандо, Альберто
Альберто Вильяльпандо (исп. Alberto Villalpando; род. 21 ноября 1940, Ла-Пас) — боливийский композитор.

## Биография
Своё музыкальное образование Вильяльпандо начал получать в Потоси под руководством Сантьяго Веласкеса и Хосе Диаса Гайнсы. С 1958 года он учился в консерватории Буэнос-Айреса у Альберто Хинастеры, Педро Саэнса, Абрахама Юрафски и Роберто Гарсиа Морильо, а в 1963-64 годах — в Латиноамериканском центре высших музыкальных исследований (CLAEM) в Буэнос-Айресе у Оливье Мессиана, Риккардо Малипьеро, Луиджи Даллапикколы, Альберто Хинастеры, Бруно Мадерны и Аарона Копленда. Там в сотрудничестве с Мигелем Анхелем Рондано он разработал звуковую инсталляцию для выставки художника Карлоса Скирру.
В 1964 году он стал главой Государственного института кино Боливии, а в 1967 году был назначен директором музыкального департамента Министерства культуры Боливии. Кроме того, он был профессором композиции и директором Национальной консерватории Ла-Паса и музыкального семинара Католического университета Боливии и был боливийским культурным атташе во Франции. В 1998 году он был удостоен Национальной премии боливийской культуры
Помимо оркестровых произведений, таких как Phantastischen Liturgie, Strukturen (для фортепиано с оркестром) и Von der Liebe, der Furcht und dem Schweigen (для фортепиано с камерным оркестром), он написал музыку к балетам и фильмам, произведения для камерного оркестра, для солистов, хора и оркестра. Изучая электроакустическую музыку, он написал произведение боливиано …! в студии звукозаписи Лео Кюппера. Позже он опирался на электроакустический звук и технические разработки MIDI.

## Работы
- La Muerte (для ленты), 1964
- Mística No. 3 (для двух струнных квартетов, трубы, флейты, контрабаса и ленты), 1970
- Mística No. 4 (для струнного квартета, фортепиано и ленты) , 1970
- Bolivianos…! (для ленты), 1973
- Yamar y Armor (балетная музыка для голоса, магнитофона и оркестра), 1975
- Desde el Jardín de Morador (для MIDI), 1990
- De los Elementos (для MIDI), 1991
- Manchaypuytu (оперная музыка), 1995
- Qantatai (для хора, диктора и электронных звуков) , 1996
- La Lagarta (балет для рассказчика и электроакустических звуков), 2002
- Piano 3 (для фортепиано и двух фортепианных синтезаторов) , 2002
- Mística 10 (для тенорового альта, теноровой скрипки и фортепиано), 2009
- Los diálogos de Tunupa (для теноровой скрипки и струнного оркестра), 2011